# John Edward Campbell
John Edward Campbell   (Lisburn, 27 de maig de 1862 - Oxford, 1 d'octubre de 1924) va ser un matemàtic nord-irlandès.
Campbell va fer els seus estudis secundaris al Methodist College de Belfast i els estudis universitaris al University College (actual Queen's University de Belfast). Posteriorment va completar estudis al Hertford College de la Universitat d'Oxford. El 1887 va ser nomenat fellow del Hertford College, al qual va quedar vinculat la resta de la seva vida, essent-ne successivament tutor, tresorer i vice-director. El 1914, un dels seus fills, William Percy Campbell, va morir durant la Primera Guerra Mundial i això va fer que durant uns anys abandonés les seves recerques.
Els primers treball de Campbell van ser en el camp de la teoria de Lie de les transformacions dels grups. El 1903, va publicar el seu principal tractat sobre aquest tema: Introductory Treatise on Lie's Theory of Finite Continuous Transformation Groups. Les aplicacions geomètriques de la teoria el van dur a investigar sobre geometria diferencial. Després de la guerra, en recobrar el seu interès per les matemàtiques, va investigar en el camp dels tensor i en el de les aplicacions de la geometria diferencial a la teoria de la relativitat. Va publicar, de forma pòstuma, un llibre sobre geometria diferencial dissenyat per preparar al lector a entendre les seves aplicacions a la teoria d'Albert Einstein.